# أنواع الخبز في مصر
الخبز تعتبر صناعة الخبز من الصناعات الغذائية الكبيرة المرتبطة بحاجة الناس اليومية، والتي تهم جميع طبقات الشعب، فهو الغذاء الأساسي للشعب، وتطورت هذه الصناعة تطوراً كبيراً في مصر ، ذلك التطور الذي يتضح في كثرة أنواع الخبز، وتعدد طرق صناعته، ومراقبته والاشراف عليه لضمان جودته، وكان الخبز في مصر من أهم عناصر الطعام التي تدخل في كل وجبة، ولا يمكن لأحد الاستغناء عنه سواء كان غنيا أو فقيرا، كما كان الخبز ولا يزال الغذاء الرئيسي لكثير من الأسر الفقيرة، لأنه كان الأرخص في الثمن، ولا يزال حتي الآن الخبز من أهم أغذية الفقراء وأرخصها، إذ كان يطلق عليه كما هو الآن ” عيش ” بمعني حياة، كما استخدم الخبز راتباً لبعض الوظائف في كثير من المنشآت، فكان بمثابة أجر يومي لكثير من الموظفين والعمال والأجراء من الفقراء، كما كان يوزع علي الفقراء والمساكين وأبناء السبيل، وكان ذلك من باب التقوي والقربي إلي الله، كما كان يوزع علي أرباب الوظائف والطلبة في كافة المنشآت الدينية، وعلي التجار في المؤسسات التجارية، وعلي المرضي في البيمارستانات، وعلي أرباب السجون، كما كان يوزع علي الفقراء في الأعياد والمناسبات الدينية.

## التاريخ

### الخبز في مصر القديمة
منذ أقدم العصور التاريخية كان المصري القديم يعتبر القرابين والنقوش الكثيرة التي تركها المصري القديم على جدران المعابد والمقابر" >الخبز طعامًا أساسيًا تقوم عليه حياته، ولذلك احتلَّ الخبز مركزًا رئيسيًا، بل كان على قمة الطعام اليومي لقدماء المصريين، وعندما نلقى نظرة على قوائم القرابين والنقوش الكثيرة التي تركها المصري القديم على جدران المعابد والمقابر، وكذلك على قوائم الطعام التي يأخذها الموتى معهم والقرابين التي تقدم للآلهة في المعابد، وكذلك القرابين الجنائزية التي تقدم على موائد القرابين أمام المقابر حيث نجد أن الخبز احتل المرتبة الأولى، ولذلك ليس مستغربا أن نحصى ما يقرب من خمسة عشرة نوعًا من الخبز خلال الدولة القديمة، ولكن بمرور الزمن ووصولا إلى الدولة الحديثة تزداد تلك الأنواع حتى تصل إلى ما يقرب من أربعين نوعًا من الخبز والمخبوزات المتنوعة التي اختلفت أشكالها ما بين المستدير والبيضاوي والملفوف والمخروطي الشكل، كذلك اختلفت أنواع الدقيق المستخدم في تلك الصناعة مابين القمح والشعير والذرة، وأيضا المواد الأخرى الداخلة في صناعة الخبز مثل الزبد واللبن والعسل والبيض، ولذا اختلفت أشكال الخبز والفطائر بعضها عن بعض، وبالتأكيد كما اختلفت في مظهرها اختلفت أيضا في مذاقها. أطلق المصري القديم على الخبز العادي اسم " تا "، ويبدو أن الخبز كان قديمًا يصنع داخل المنزل كما هي العادة الآن في المناطق الري فية، وتقوم بصناعته سيدة الدار، أما المنازل الفسيحة لكبار القوم، ولكثرة المقيمين بداخلها من أهل الدار وخدم فكان بها على مايبدو مكاناً مخصصاً لصناعة الخبز.

## القيمة الغذائية
.
يحتوي الخبزعلى مواد كربوهيدراتية تمد الإنسان بطاقة حرارية والعناصر الغذائية المرافقة لتلك المواد تزود الإنسان ببعض احتياجاته من المتطلبات الغذائية الأخرى. يبلغ متوسط المحتوى البروتيني فيه7% إلى 15% كما يحتوي على نسبة مرتفعة من السكريات وحوالي 1% دهون ودقيق الحبوب عموماً يحتوي على البوتاسيوم والماغنيسيوم والفسفور والحديد والكالسيوم كما يحتوي أيضا على بعض الفيتامينات مثل (ب) المركب و(ج) و(د). ويوجد الجزء الأعظم من الحديد والفسفور ومركب فيتامين (ب) في قشور الحبوب التي يذهب معظمها عند الطحن الجيد للحبوب ولذلك يؤكد خبراء التغذية أن القيمة الغذائية للخبز الأسمر تفوق سائر أنواع الخبز الأخرى وذلك لاحتوائه على الردة الغنية بمحتواها البروتيني ونسبة كبيرة من الألياف الغذائية وهي ضرورية في غذاء الإنسان ونقصها يؤدي إلى أخطار الإصابة بالإمساك والبواسير واضطرا بات الأمعاء وزيادة نسبة الكولسترول الضار في الدم وفي جدران الشرايين الدموية وتوجد تقارير علمية حديثة تفيد عن حصول انخفاض مهم في كولسترول الدم لدى الأفراد الذين يتناولون الخبز العالي الألياف الغذائية خصوصاً الأنواع المحتوية على نخالات الشعير والشوفان كما تساعد الألياف الغذائية على تخفيف بعض أمراض القناة الهضمية مثل السكري وتوصي المنظمات العالمية بزيادة معدل استهلاك الألياف الغذائية إلى مستوى 20 ـ 35 جم /يوم في غذاء الإنسان ويلاحظ انخفاض نسبة بعض الأحماض الأمينية الأساسية مثل اللايسبن في بروتينات الخبز عن النسبة التي اعتمدتها منظمة الصحة العالمية إلا أنه يندر أن يؤكل الخبز وحده مفاده ما يؤكل مع الجبن أو اللحم أو أغذية أخرى غنية باللايسين.

## عيش طباقي
قيد الإنشاء

## عيش بلدي
1 خبز = 150 كاربوهيدرات

## عيش شمسي
العيش الشمسي يتم إعداده في صعيد مصر وهو يصنع من القمح الكامل. وسمي بالعيش الشمسي لأنه يتم وضعه في الشمس لفترة معينة حتى يكتمل اختماره. يتميز العيش الشمسي بحجمه الكبير نسبيا نظرا لاحتوائه على لب (اللبة). العيش الشمسي هو الاساس في أي بيت صعيدي وكان في السابق حكرا على الاغنياء اما الآن فهو في كل بيت.

## عيش فينو
عيش الفينو عبارة عن لفافة خبز طويلة على شكل خبز فرنسي، ومصدرها مصر مصنوعة من دقيق القمح. إنه أكثر أنواع الخبز شيوعًا في البلاد بعد الخبز البلدي. لها قوام ناعم وغالبًا ما يتم تقطيعها للسماح بالحشو، وتشمل الأنواع الشائعة أنواعًا مختلفة من الجبن أو الحلاوةأو كبد البقر المقلي. الأرغفة رفيعة وطويلة، يبلغ طولها عادة حوالي 20 سم. من ناحية أخرى، يمكن أن يختلف العرض اختلافًا كبيرًا، لكن نادراً ما تجعله المخابز أكبر من بضعة سنتيمترات.

## عيش سن
هو عبارة عن خبز يتم تحضيره من حبة القمح الكاملة دون أن يتم فصل الردة، ويسمى أيضًا الخبز ألأسمر، وهو يختلف عن الخبز الأبيض باحتوائه على نسبةٍ عاليةٍ من الألياف الغذائية، والفيتامينات والأملاح المعدنية وغيرها.

## عيش كوماج
قيعيش كوماج «أو عيش الكماج»

## عيش بطاطي
قيد الإنشاء

## عيش مصري
العيش المصري هو أكثر احتياجات المصريين من الطعام ويعد رقم 1 والأكثر أهمية على مائدة البيت المصري لذلك يقول المصريين «العيش» من العيشة أو المعيشة كناية عن الخبز وكأنهم يقولون تستحيل العيشة أو الحياة بدونه. ويسعي البيت المصري بداية كل صباح لتأمين احتياجاته من العيش خشية نفاذه. وتعد المخابز البلدية هي أولى مصادر الحصول على العيش البلدي الذي ينقسم إلى:
- خبز بلدي آلي أو كما يسميه معلمو المهنة «مجرى» ويعرفه المصريين بالعيش الشامي الأبيض
- خبز بلدي نصف آلي طري
- خبز بلدي نصف آلي ملدن

وتقدم المخابز خدماتها للجمهور اعتمادًا على حصه دقيق مدعم تصرف من وزاره التموين من خلال المطاحن.

## عيش الشفق
عيش الشفق

## عيش بتاو
عيش بتاو

## الرقاق
- عيش مرحرح (الرقاق)
- خبز المرقوق

## مخبوزات أخرى
- العيش الفايش
- «عيش السحلة[2]»
- «عيش الرحالى[2]»
- «العيش المفقع[2]»
- «العيش الشامي[2]»
- «العيش الطرى[2]»